# The Residences at The Ritz-Carlton (Filadelfia)
The Residences at The Ritz-Carlton es un rascacielos residencial de lujo en Center City en Filadelfia, la ciudad más grande del estado de Pensilvania (Estados Unidos). Con 157,9 m de altura y 48 pisos, es el duodécimo edificio más alto de Filadelfia y la torre residencial más alta de la ciudad. Ocupa el sitio del antiguo One Meridian Plaza, que resultó gravemente dañado por un incendio catastrófico en 1991. Este fue demolido en 1999 y la propiedad fue vendida por E / R Partners al Arden Group el año siguiente. El desarrollo del sitio por Arden Group, propietario del adyacente Ritz-Carlton Philadelphia, se retrasó durante años por una disputa con su rival Mariner Commercial Properties. Mariner era dueño de la propiedad 1441 Chestnut Street, situada al sur de The Residences at The Ritz-Carlton y quería  construir su propia torre residencial. La disputa comenzó después de que el socio principal de Arden Group, Craig Spencer, bloqueó la aprobación de 1441 Chestnut Street porque sintió que el diseño de la torre sería perjudicial para las residencias planeadas en la torre The Ritz-Carlton. El pleito se prolongó durante años.
La disputa terminó tras varias modificaciones a los diseños y la construcción de The Residences at The Ritz-Carlton comenzó el 2 de mayo de 2006. El rascacielos de cristal azul se abrió a los residentes en enero de 2009. Tiene 270 condominios y áticos, con precios entre 550 000 y 14 millones de dólares. También cuenta con un estacionamiento subterráneo, un gimnasio, una piscina, un jardín privado y una plaza pública llamada Girard Park.

## Historia
The Residences at the Ritz-Carlton se encuentra en el antiguo emplazamiento del One Meridian Plaza, una torre de 38 pisos. En febrero de 1991, el One Meridian Plaza fue severamente dañado por un incendio que destruyó ocho pisos y mató a tres bomberos. Debido a un litigio sobre el destino del rascacielos quemado, permaneció vacante durante ocho años hasta su demolición en 1999.
En 2000, Arden Group llegó a un acuerdo con los propietarios de One Meridian Plaza, E / R Partners, y pagó más de 13 millones de dólares por la parcela. En 1999, Arden demandó a E / R Partners por retractarse de un trato que Arden dijo que había hecho con los propietarios del sitio. E / R Partners había querido vender el sitio a Liberty Property Trust por una cantidad mayor. Arden ya había comprado el Two Mellon Plaza adyacente, en 1993. Dañado y vacante desde el incendio de One Meridian Plaza, Two Mellon Plaza se convirtió en un hotel Ritz-Carlton en 2000.
Adyacente al lado sur del sitio de One Meridian Plaza se encuentra 1441 Chestnut Street. Mariner Commercial Properties, Inc. compró la propiedad que contenía el sitio de varias tiendas de tres pisos y el edificio Morris de dieciocho pisos, todos dañados y desocupados tras el incendio del One Meridian Plaza. Los edificios fueron demolidos en 2000. 
El lado norte del sitio de la plaza One Meridian se enfrenta al Ayuntamiento de Filadelfia, situado al otro lado de la calle. Mientras que One Meridian Plaza estaba pendiente de desarrollo, Arden lo convirtió en un estacionamiento subterráneo.

### Disputa
Comcast estaba buscando una nueva sede y le pidió a Arden Group y Mariner que trabajaran juntos y combinaran las propiedades en un solo edificio. En 2001, sin embargo, no se había llegado a ningún acuerdo y ambos desarrolladores decidieron seguir adelante con sus propias torres. Mientras buscaban construir torres de condominios en competencia, la relación entre los dos desarrolladores pronto se convirtió en una disputa entre los socios principales de la empresa, Craig Spencer de Arden Group y Tim Mahoney de Mariner. 
En 2003, Mahoney recibió permiso de la Junta de Ajuste de Zonificación de la Ciudad para construir una torre residencial de 50 pisos en el sitio 1441 Chestnut Street. En la audiencia de zonificación, Spencer intentó bloquear la aprobación diciendo que el edificio era demasiado alto y que dañaría su sitio al bloquear las vistas y proyectar sombras. Spencer presentó una demanda para bloquear la construcción, y un Tribunal de Alegaciones Comunes dictaminó que la Junta de Zonificación se equivocó al aprobar 1441 Chestnut Street. Mariner apeló el fallo.
En 2004, Spencer y Mahoney anunciaron el fin de la disputa y que los planes para ambas torres seguirían adelante. Spencer dijo que Arden construiría una torre de condominios de lujo de 230 metros y 57 pisos llamada The Residences at The Ritz-Carlton. Esta sería 30 m más alta que el rascacielos que Spencer criticó por ser demasiado alto en 2003. 
La disputa se reavivó rápidamente cuando Mahoney criticó el diseño de The Residences en los voluminosos pisos inferiores de The Ritz-Carlton. Estos fueron diseñados para contener un gran salón de baile, un gimnasio y un estacionamiento para 540 automóviles. Mahoney dijo que el diseño reduciría innecesariamente los valores de los condominios en 21 de los pisos inferiores de su edificio. Los nuevos rediseños de ambos edificios evitaron que los condominios se enfrentaran a un garaje. 
La disputa continuó con discusiones  acaloradas para bloquear los planes de los demás en los tribunales y las agencias de la ciudad de Filadelfia. El presidente de la junta de zonificación, David L. Auspitz, llamó a la disputa el "Super Bowl de las batallas de zonificación".
En julio de 2005, Spencer anunció un reducción de The Residences at The Ritz-Carlton de 57 a 44 pisos. Entre las instalaciones eliminadas está el salón de baile y parte del estacionamiento. Temiendo que el rascacielos se perdiera el mercado de condominios de la ciudad, el rediseño eludió los desafíos legales porque no necesitaría una aprobación especial de la Junta de Zonificación para exceder una cierta altura. Mahoney prometió continuar luchando contra el edificio diciendo "Si [Spencer] necesita tanto como un permiso para cortar la acera, lo bloquearemos".
En marzo de 2009, Mahoney y Spencer llegaron a un acuerdo que puso fin a todos los desafíos legales entre los edificios. Ahora, con 48 pisos, The Residences at The Ritz-Carlton estaba lo suficientemente lejos del 1441 Chestnut Street de Mahoney que el 1441 Chestnut Street tenía vistas al Ayuntamiento de Filadelfia, mientras que la parte superior del 1441 Chestnut Street, de 58 pisos, se rediseñó de una manera que permitía vistas sobre el lado sur de The Residences en The Ritz-Carlton.

### Construcción
La construcción comenzó el 2 de mayo de 2006 con una ceremonia que contó con el gobernador de Pensilvania, Ed Rendell. En septiembre de 2006 se había vendido un tercio de las unidades. The Residences at The Ritz-Carlton se coronó en julio de 2008 y el rascacielos se abrió para los residentes el 13 de enero de 2009. El rascacielos se inauguró el 8 de junio de 2009.

## Edificio
The Residences at The Ritz-Carlton tiene 48 pisos y 159 m. Es propiedad de Arden Group y sus socios Gencom Group y Colgate Development. Financiado a través de Lehman Brothers y diseñado por Handel Architects, el rascacielos rectangular es el décimo edificio más alto de Filadelfia y es la torre residencial más alta de la ciudad. The Residences at The Ritz-Carlton tiene un muro cortina de vidrio azul y el lado este del edificio está apuntado, lo que permite vistas del Ayuntamiento de Filadelfia. El edificio cuenta con 270 condominios y penthouses de una y tres habitaciones que miden entre 82 y 190 m². Los condominios y áticos cuestan entre medio millón y14 millones.
Las comodidades del edificio incluyen servicios de hotel, un gimnasio y una piscina de entrenamiento de 18 m. El vestíbulo cuenta con un restaurante llamado 10 Arts propiedad del chef Eric Ripert, quien también es dueño de un condominio en el edificio. Entre The Residences at The Ritz-Carlton y el Hotel Ritz-Carlton se encuentra Girard Park. Girard Park se divide en un jardín cerrado para residentes y un espacio público que da a la calle. El 21 de octubre de 2009 se inauguró un monumento a los tres bomberos que murieron durante el incendio de One Meridian Plaza. Diseñado por el Departamento de Bomberos de Filadelfia, el monumento está ubicado junto a la entrada del edificio y contiene los nombres de los bomberos en placas.
La crítica de arquitectura del Philadelphia Inquirer, Inga Saffron, dice que el rascacielos de cristal es un contraste "impactante" junto al mármol blanco del Hotel Ritz-Carlton. Saffron dijo que le gustaba el vidrio azul y que "la tapa de aluminio en ángulo sobre el primer piso es un acabado especialmente elegante y se une muy bien a las bandas de aluminio que organizan la fachada en horizontales y verticales". Sus opiniones negativas sobre el edificio incluyeron el espacio público de Girard Park, que describió como una "pieza de hormigón estéril y prácticamente inutilizable".